# Яковлевичский сельсовет
Яковлевичский сельсовет — упразднённая административная единица на территории Оршанского района Витебской области Беларуси. Сельсовет упразднён в 2013 году, населённые пункты включены в состав Зубовского сельсовета.

## Состав
Яковлевичский сельсовет включал 10 населённых пунктов:
- Застенки — деревня.
- Козловичи 1-е — деревня.
- Козловичи 2-е — деревня.
- Лемна — деревня.
- Леща — деревня.
- Лютины — деревня.
- Магеровка — деревня.
- Романовка — деревня.
- Яковлевичи — деревня.
- Яковлевичи — посёлок.